# Parkbach
Der Parkbach oder Avel ist ein linker Zufluss der Ruwer in Rheinland-Pfalz, Deutschland. Er entspringt bei der Gemeinde Mertesdorf auf 260 Meter über NN und mündet in Mertesdorf auf 135 Meter über NN. Die Länge beträgt 2,396 Kilometer, das Wassereinzugsgebiet hat eine Größe von 3,593 Quadratkilometern.
Ein linker Zufluss ist der etwa 1,5 Kilometer lange Weschbach.